# Martín Carrera
Pour les articles homonymes, voir Carrera.
Martín Carrera Sabat, né le 20 décembre 1806 à Puebla et mort le 22 avril 1871 à Mexico, est un homme politique mexicain. Après la chute du président à vie Antonio Lopez de Santa Anna lors de la révolution d'Ayutla, il est chargé de mettre en place un gouvernement provisoire en attendant la mise en place d'une république libérale. Il démissionne du gouvernement provisoire avant son terme le 12 septembre 1855.